# Georges Antoine (homme politique)
Pour les articles homonymes, voir Georges Antoine et Antoine.
Georges Antoine est né le 1er mai 1852 à Amiens et décédé à Saint-Brieuc, le 28 novembre 1940. Après une carrière d'architecte, Il est maire d'Amiens et député de la Somme.

## Biographie
Né à Amiens, le 1er mai 1852, Georges Antoine est le fils de Louis Henry Antoine (1820-1900), architecte de la ville d'Amiens, et d'Élise Dubois. Élève brillant, il devint architecte lui-même.
L'Église Saint-Roch à Amiens est construite de 1878 à 1881 par l'architecte Henri Antoine, puis de 1896 à août 1898 par son fils Georges Antoine.
Georges Antoine combat pendant la Guerre de 1870. Sa bravoure lui vaut d'être médaillé et cité à l'ordre de la Nation. 
Il entame sa carrière politique sur le tard. En 1908, il devient conseiller municipal d'Amiens. Adjoint au maire, il assume les fonctions de maire d'Amiens du 19 août 1910 au 19 mai 1912, à la suite du décès d'Albert Catoire. Il redevient adjoint au maire d'Amiens pendant la Grande Guerre et est l'un des conseillers municipaux pris en otage par les Allemands en août 1914. Son fils aîné meurt au combat, le 11 novembre 1914, à l'âge de 36 ans.

### Un député conservateur
De tendance conservatrice catholique, il est élu député de la Somme le 16 novembre 1919 sur la liste républicaine d'intérêt national et à la Chambre bleu horizon, s'inscrit au groupe de l'Entente républicaine démocratique. 
Réélu député le 11 mai 1924, il est le seul élu de la liste républicaine d'union nationale et sociale, réélu une nouvelle fois en avril 1928, dans la première circonscription d'Amiens au deuxième tour de scrutin.
À la Chambre, il est principalement actif au sujet des dommages de guerre, des prisonniers civils et militaires et sur la réglementation de la profession d'architecte.
Il met fin à sa carrière politique en 1932.
Il meurt au cours de l'exode à Saint-Brieuc, le 28 novembre 1940.

## Décorations
- Officier de l'Ordre de la Couronne  (Belgique)
- Officier de l'Ordre de l'Empire britannique.

## Hommage posthume
- Une rue du centre-ville d'Amiens porte actuellement son nom.

## Pour approfondir